# Assedio di Grave (1602)
L'assedio di Grave del 1601, noto anche come secondo assedio di Grave, fu un assedio combattuto presso la città di Grave (attuali Paesi Bassi) dal 18 luglio al 20 settembre 1602, nell'ambito della guerra degli ottant'anni. La città di Grave venne assediata dall'esercito anglo-olandese di Maurizio d'Orange e Francis Vere. Dopo due mesi d'assedio la città si arrese quando giunsero sul posto i rinforzi di Francisco de Mendoza e vennero sconfitti appena fuori dalla città. La sconfitta fu un grave colpo per l'esercito spagnolo che soffrì ulteriori defezioni ed ammutinamenti.

## Antefatto
Il principe Maurizio d'Orange aveva condotto una campagna attiva contro l'esercito spagnolo nei Paesi Bassi e si era assicurato che l'assedio di Ostenda da parte delle truppe dell'arciduca Alberto d'Austria sarebbe stato un valido diversivo per consentirgli di conquistare tutte le altre piazzeforti spagnole attorno alla città. Il primo obbiettivo di Maurizio era stato prendere Rheinberg, un'importante fortezza sul Reno, nel luglio del 1601.
Nel frattempo, Francis Vere respinse il primo massiccio assalto degli spagnoli ad Ostenda nel gennaio di quello stesso anno. Il veterano inglese con le sue truppe asserragliate ad Ostenda diede prova di grande coraggio, anche se gli Stati Generali olandesi lo ritenevano più appropriato a combattere in campo aperto al fianco di Maurizio. Dopo il primo assalto, la guarnigione di Ostenda venne rimpiazzata da truppe fresche al comando del nuovo governatore, Frederick van Dorp. Vere lasciò la città nel marzo di quello stesso anno e con le sue truppe (ed alcune nuove reclite) - 8000 uomini in tutto - raggiunse Maurizio sul campo.
Al suo arrivo a L'Aia, Vere si unì nuovamente all'armata del principe d'Orange andando a costituire un totale di 20 000 uomini coi quali attraversarono il fiume Waal a Nimega e la Mosa a Mook, avanzando quindi nel ducato di Brabante. Maurizio si oppose nel frattempo a Francisco López de Mendoza, tornando a nord con l'intento di assediare Grave e Venlo.
Grave era un'importante città sul fiume Maas ed era già stata conquistata nel 1586 da Alessandro Farnese e da allora si trovava sotto il controllo degli spagnoli. Le difese di Grave vennero migliorate e la città venne completamente circondata da fortificazioni che impedivano un assalto frontale.

## L'assedio
A metà luglio, gli anglo-olandesi marciarono in direzione della città di Grave; l'ala destra era composta da fanti inglesi al comando di sir Francis Vere, il corpo centrale era agli ordini del conte Guglielmo Luigi di Nassau-Dillenburg ed il fianco sinistro era coperto dal conte Ernesto Casimiro di Nassau-Dietz. I Commentaries of Vere indicano come l'esercito si muovesse già in tre colonne con tre linee di marcia parallele dalla loro partenza. I difensori della città disponevano di 1500 soldati spagnoli e italiani al comando di don Antonio Gonzalez e speravano che nel giro di due mesi giungessero i tanto sospirati aiuti esterni. Nel contempo diverse forze spagnole guidate da Mendoza e da Ambrogio Spinola inseguivano Maurizio.

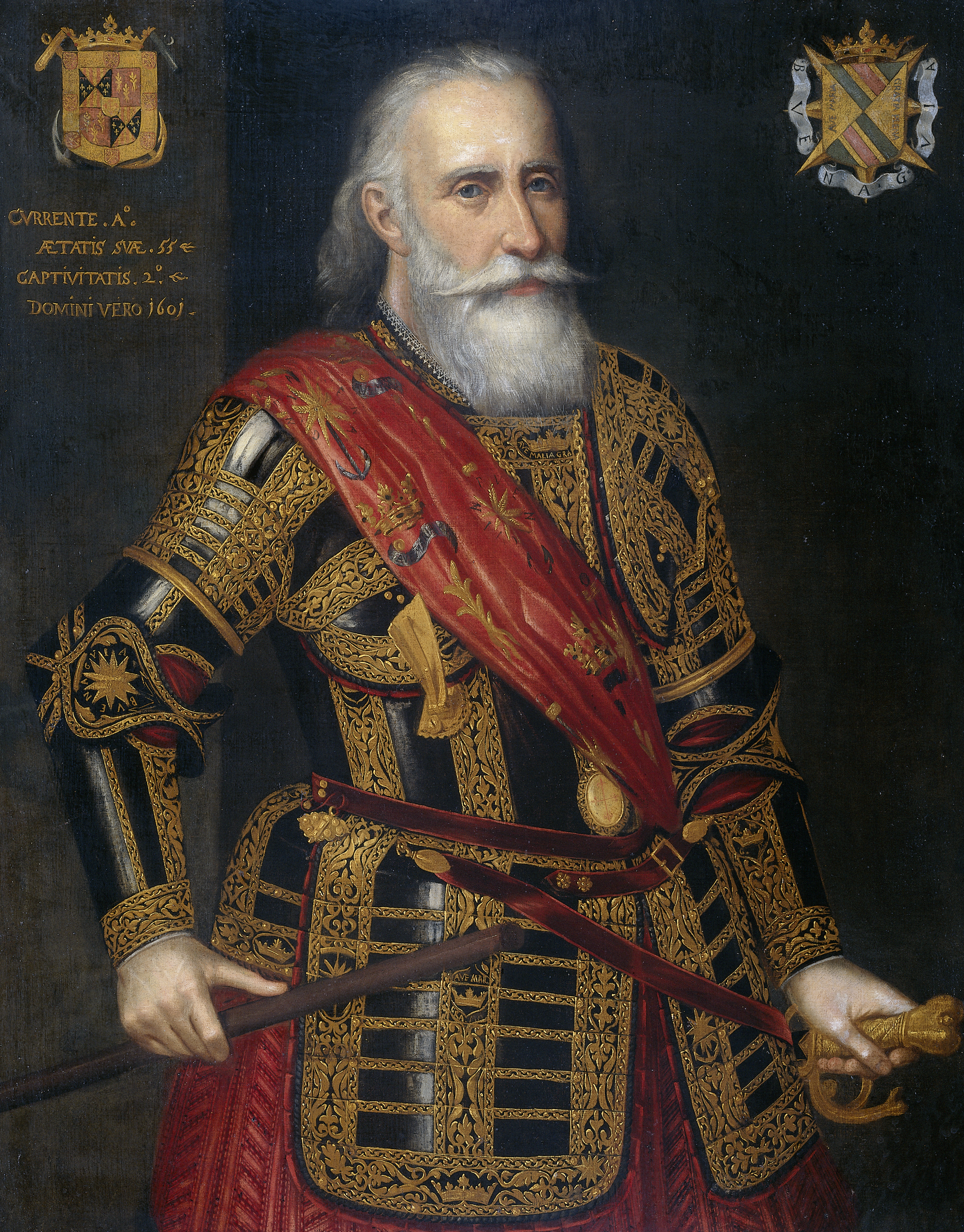
Francisco de Mendoza

Il 18 luglio gli anglo-olandesi giunsero a circondare Grave, iniziando l'escavazione delle prime trincee. Gli assediati tentarono di portare in città quanti più rinforzi possibili ma ben presto si trovarono privati delle principali vie di comunicazione. Le posizioni degli anglo-olandesi impiegarono cinque ore per poter essere adeguatamente sistemate, in particolare per quanto concerneva l'artiglieria.
La guarnigione spagnola della città sperava di ricevere dei rinforzi dalla vicina Venlo dove Francisco Mendoza era giunto col suo esercito alla fine di luglio. Mendoza uscì nella speranza coi suoi uomini ma solo per realizzare veramente quanti fossero gli anglo-olandesi e venne respinto con non poche perdite. La guarnigione della città, sentendo la notizia che Mendoza era ormai vicino, fece dei disperati tentativi di sortita contro l'esercito olandese, perdendo armi e rifornimenti. Questo fervore iniziale ad ogni modo si interruppe quando si seppe che le truppe del Mendoza si erano dovute ritirare a Venlo alla fine di agosto; si ebbero degli ammutinamenti che piagarono ulteriormente la parte spagnola.
Durante il tentativo di salvataggio, Vere stava ispezionando le trincee inglese quando una violenta sortita uscì dalla città. Gli spagnoli vennero respinti, ma Vere si trovò ferito gravemente quando un colpo di moschetto lo colpì alla testa appena dietro l'occhio, rimanendo conficcata nel suo cranio. Per Vere questo evento significò il ritiro dal campo, ma il proiettile venne rimosso con successo ed il comandante passò il resto della guerra in riposo a Ryswick dove rimase sino alla fine dell'anno. Per la ferita di Vere, il giovane Federico Enrico d'Orange, di appena diciotto anni, prese il posto del comandante inglese, mentre Horace Vere (fratello di Francis) prese il comando delle truppe inglesi sul campo. Il conte di Leicester giunse sul sito dell'assedio alla fine di agosto nel caso in cui la ferita di Francis Vere fosse risultata poi mortale e vi fosse necessità di un comandante nuovo, ma questo ruolo gli venne negato dalla regina Elisabetta I d'Inghilterra in persona.
All'inizio di settembre gli assedianti si trovavano in una posizione pericolosa in quanto il livello d'acqua del fiume Mass stava salendo vorticosamente a causa delle abbondanti piogge stagionali. Prima che le cose peggiorassero ulteriormente, Maurizio aveva considerato la possibilità di una ritirata, ma volle prima chiedere alla guarnigione un'ultima volta la resa. Fortunatamente per Maurizio, la guarnigione di Grave era in ginocchio ed il 20 settembre Gonzalez accettò i termini di resa del principe d'Orange. Tale scelta era parsa quasi obbligata al comandante spagnolo sia per il diffondersi di malattie tra i soldati, l'innalzamento delle acque, la mancanza di provviste e la notizia che le truppe di rinforzo si erano ritirate.

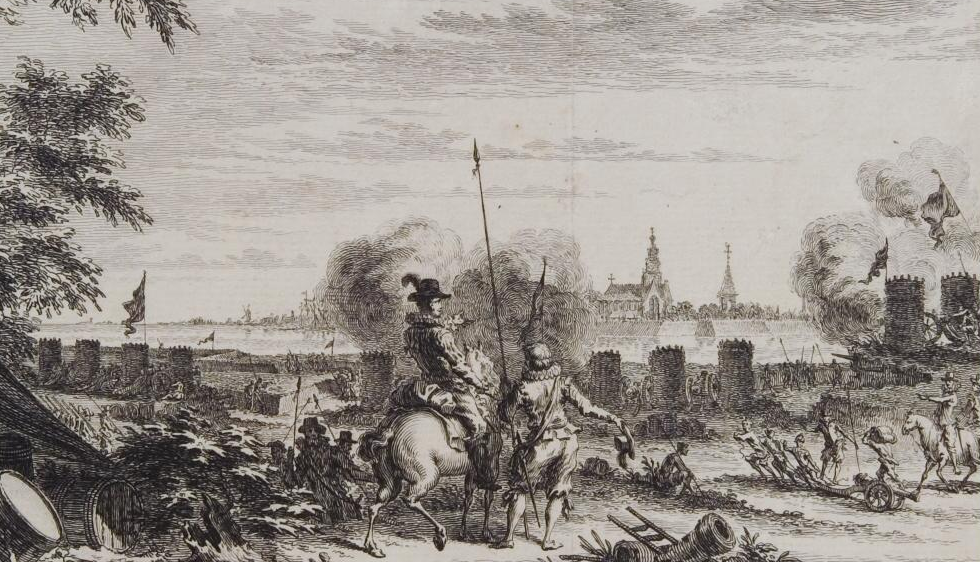
L'assedio di Grave del 1602 - stampa di Simon Fokke

## Conseguenze

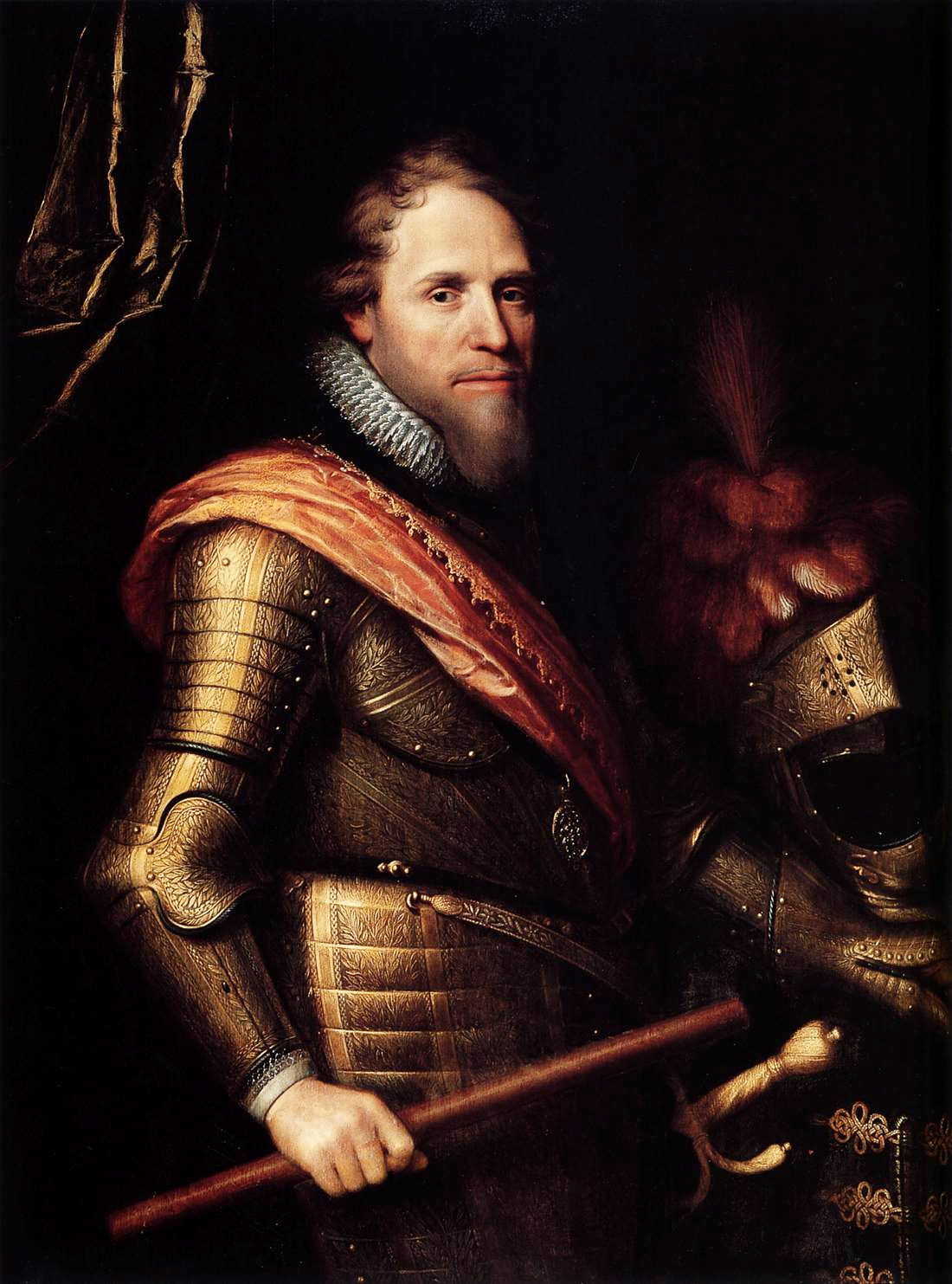
Marizio d'Orange

Dopo un totale di sessanta giorni e con l'assedio terminato, l'esercito spagnolo ottenne il permesso di abbandonare la città di Grave con tutti gli onori militari.
Il 28 settembre Maurizio divenne conte di Grave in uno stabile alla periferia della città che già nel 1559 era stato donato a suo padre, Guglielmo I d'Orange.
Col fallito tentativo di rompere l'assedio, gli spagnoli si trovarono in pieno stato di ammutinamento in quanto la paga tardava a essere consegnata ai militari e per questo 1200 soldati si portarono a Venlo da disertori. Questa turba di ammutinati prese il controllo della città di Hamont, fuggendo poi a Hoogstraten ed infine trovando un accordo con Maurizio d'Orange. Quest'ultimo si accordò per accogliere in seno all'esercito olandese i disertori purché consegnassero agli olandesi le città controllate.
Grave rimase nelle mani degli olandesi per il resto della guerra e sino al 1648.